# Mary Webster
Mary Webster (c. 1617 o 1624 - 1684) fue una mujer en la Nueva Inglaterra colonial (ahora parte de los Estados Unidos) que fue acusada de brujería y sufrió un intento de linchamiento por parte de los amigos del acusador. Inspiró la historia de la novela El cuento de la criada, de Margaret Atwood.

## Biografía
Mary Webster, de soltera Reeve, nació en Inglaterra, se cree que alrededor de 1624. Los relatos de su fecha de nacimiento varían entre 1617 y 1624. Tanto su padre como su hermano se llamaban Thomas Reeve. Su padre vivía en Springfield, Massachusetts, entonces una colonia británica. Según la New England Historical Society, su madre se llamaba Hannah Rowe Reeve. En 1670, Mary Reeve se casó con William Webster y se establecieron en la pequeña ciudad puritana de Hadley, Massachusetts. Los Webster no tuvieron hijos. Él tenía 53 años y ella 46. Tenían poco dinero, vivían en una casa pequeña y a veces necesitaban ayuda de la ciudad para sobrevivir.
En 1683, cuando Mary Webster tenía aproximadamente 60 años, fue acusada y llevada a juicio ante un jurado en Boston "por sospecha de brujería", pero negó los cargos y se declaró no culpable. Un año después, Webster fue acusada verbalmente por Philip Smith. Smith era un juez, un diácono y un representante de la ciudad de Hadley. También ha sido descrito como un "hipocondríaco".
Las acusaciones, las aflicciones y la muerte de Philip Smith fueron descritas a los pocos años en una publicación del reverendo Cotton Mather, Memorable Providences, Relating to Witchcrafts. Mather nombró a Smith pero no a Mary Webster. Mather describió cómo algunos amigos de Smith "fueron tres o cuatro veces en una noche a molestar a la mujer". Mather afirma que fue sólo durante esa noche de violencia perpetrada contra Mary Webster cuando Smith pudo dormir tranquilo."En general, parecía incuestionable que la brujería había llevado un punto final a la vida de tan buen hombre", concluía Mather.
El libro de Cotton Mather se publicó en 1689, sólo unos años antes de los juicios de brujería en Salem de 1692. Su padre, el presidente de la Universidad de Harvard, Increase Mather, había publicado un libro semejante en 1684, y ya en 1681, Increase Mather se había reunido con los "ministros de esta colonia" y empezó a preguntar por los casos y las anécdotas de brujería en varios lugares. No se sabe hasta qué punto las solicitudes de Increase Mather (y las opiniones doctrinales implícitas en apoyo del poder real de la brujería) pueden haber influido directamente en las circunstancias de Hadley en 1683-1684. Según Thomas Hutchinson, antes del libro de Increase Mather, hacía décadas que nadie había sido ejecutado por brujería en Nueva Inglaterra, pese a los insultos ocasionales o las acusaciones espurias.
El 20 de octubre de 1690, Samuel Parris se reunió con Cotton Mather y otros ministros en la biblioteca del Harvard College, en un grupo recientemente formado que se llamaba la ⁣Asociación de Cambridge, para discutir problemas con su congregación en Salem. Tras los juicios de brujería de 1692, muchos lamentaron los papeles que habían desempeñado, como la famosa confesión pública de Samuel Sewall aceptando su «culpa y vergüenza».
En abril de 1693, la congregación de Salem lanzó una campaña (que incluso tendría éxito) para destituir a su ministro Samuel Parris acusándole de tener opiniones poco ortodoxas: "Diferentes de la opinión de la mayoría de los ministros ortodoxos del país". Aunque las opiniones doctrinales de Parris eran controvertidas y posiblemente poco ortodoxas, estaban en línea con las opiniones presentadas durante la década anterior por los Mather.
Ese otoño de 1693, los Mather continuaron impulsando más juicios de brujería y esto inspiró una contra campaña de cartas del comerciante de telas de lana de Boston llamado Robert Calef en contra de los juicios por brujería. Entre otras cosas, Calef les criticó por sugerir "que colgar o encadenar" a una persona puede de alguna manera "restaurar a aquellos que estaban atormentados a distancia". Tales nociones según Calef, "todas tienden... a la deshonra de Dios y a poner en peligro el bienestar de un pueblo".
Pese a las crecientes críticas, Cotton Mather se mantuvo en su posición solitaria y reimprimió su relato de Philip Smith y Mary Webster en 1702, aunque estuviera algo enterrado al final de una hoja muy grande de extractos diversos titulada Magnalia Christi Americana.

## Legado
La escritora Margaret Atwood convirtió a Webster en el tema de su poema Half-Hanged Mary y le dedicó su novela El cuento de la criada (1985).